# Delias imitator
Delias imitator is een vlindersoort uit de familie van de Pieridae (witjes), onderfamilie Pierinae.
Delias imitator werd in 1911 beschreven door Kenrick.